# Schotanusatlas

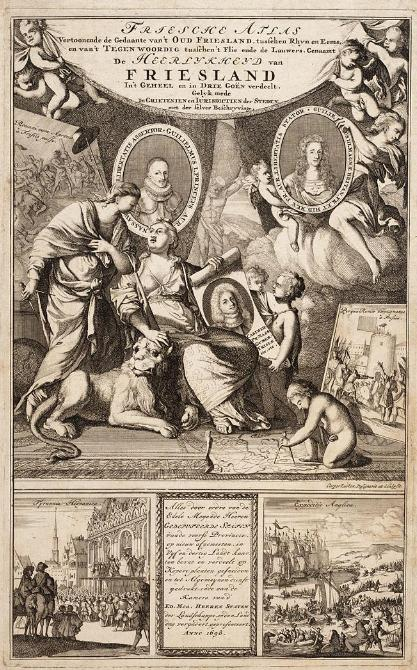
Friesche Atlas

De  Schotanusatlas is een groep atlassen van de Heerlijkheid Friesland, gebaseerd op het werk van Christianus Schotanus en Bernardus Schotanus à Sterringa.
Hij omvat:
de plattegronden van Beschrijvinge van de Heerlyckheydt van Frieslandt uit 1664 door Christianus Schotanus
de kaarten van de Friesche Atlas uit 1698 door Bernardus Schotanus à Sterringa
de nieuwe, bewerkte uitgave van de atlas, met een serie kaarten toegevoegd, van Uitbeeldinge der Heerlijkheid Friesland uit 1718 door François Halma
de plattegronden en kaarten van de als eerste en derde genoemde gecombineerd tot de Lytse Schotanus Atlas (kleine Schotanus atlas) uit 1967
Verder hebben er nog vele andere reproducties van, met name, kaarten deel uitgemaakt.

## Schotanus
Beschrijvinge van de Heerlyckheydt van Frieslandt omvatte de kaarten en plattegronden van het eerdere verschenen De Geschiedenissen Kerckelyck ende Wereldtlyck van Friesland Oost ende West door Christianus Schotanus. Zijn zoon Bernardus studeerde, onder andere, wiskunde en had ook zijn medewerking verleend bij het tot stand komen van de kaarten. Hierom werd hij in 1662 door de Gedeputeerde Staten gevraagd de kaarten van de grietenijen die door Sjoerd Haakma en Sytse Gravius waren opgemeten te controleren. In 1682 volgde een nieuwe opdracht van de Gedeputeerde Staten, ditmaal voor het opnieuw maken van alle grietenijkaarten. De Friesche Atlas uit 1698 was het resultaat van deze opdracht.

## Halma
De oorspronkelijke atlas was in een oplage van 150 exemplaren gedrukt. Na de dood van Bernardus Schotanus à Sterringa in 1704 werd in 1718 door François Halma, de drukker voor de Friese Staten, een nieuwe uitgave samengesteld. Voor deze Uitbeeldinge der Heerlijkheid Friesland werd niet alleen geprobeerd alle veranderingen sinds de eerste uitgifte aan te brengen; ook werd er een overzichtskaart van geheel Friesland in de uitgave opgenomen en werden er acht geschiedkundige kaarten toegevoegd naar de beschikbare kennis van die tijd: een van Bernardus Schotanus à Sterringa en zeven van Menso Alting.

## Fryske Akademy
In 1967 gaf de Fryske Akademy de Lytse Schotanus Atlas uit, zo'n 300 jaar na de uitgifte van de Beschrijvinge van de Heerlyckheydt van Frieslandt en bijna 250 jaar na de uitgifte van de Uitbeeldinge der Heerlijkheid Friesland. Deze kleine atlas combineert de plattegronden van de eerste met de grietenijkaarten van de tweede om zo een overzicht te geven van de elf steden en dertig grietenijen in Friesland. De kaarten zijn in deze uitgave kleiner weergegeven dan in het origineel, maar extra toevoegingen zijn studies over de wijze waarop de kaarten gemaakt zijn en beschrijvingen van het gebied over de tijd waarop de kaarten betrekking hebben.

## Galerij

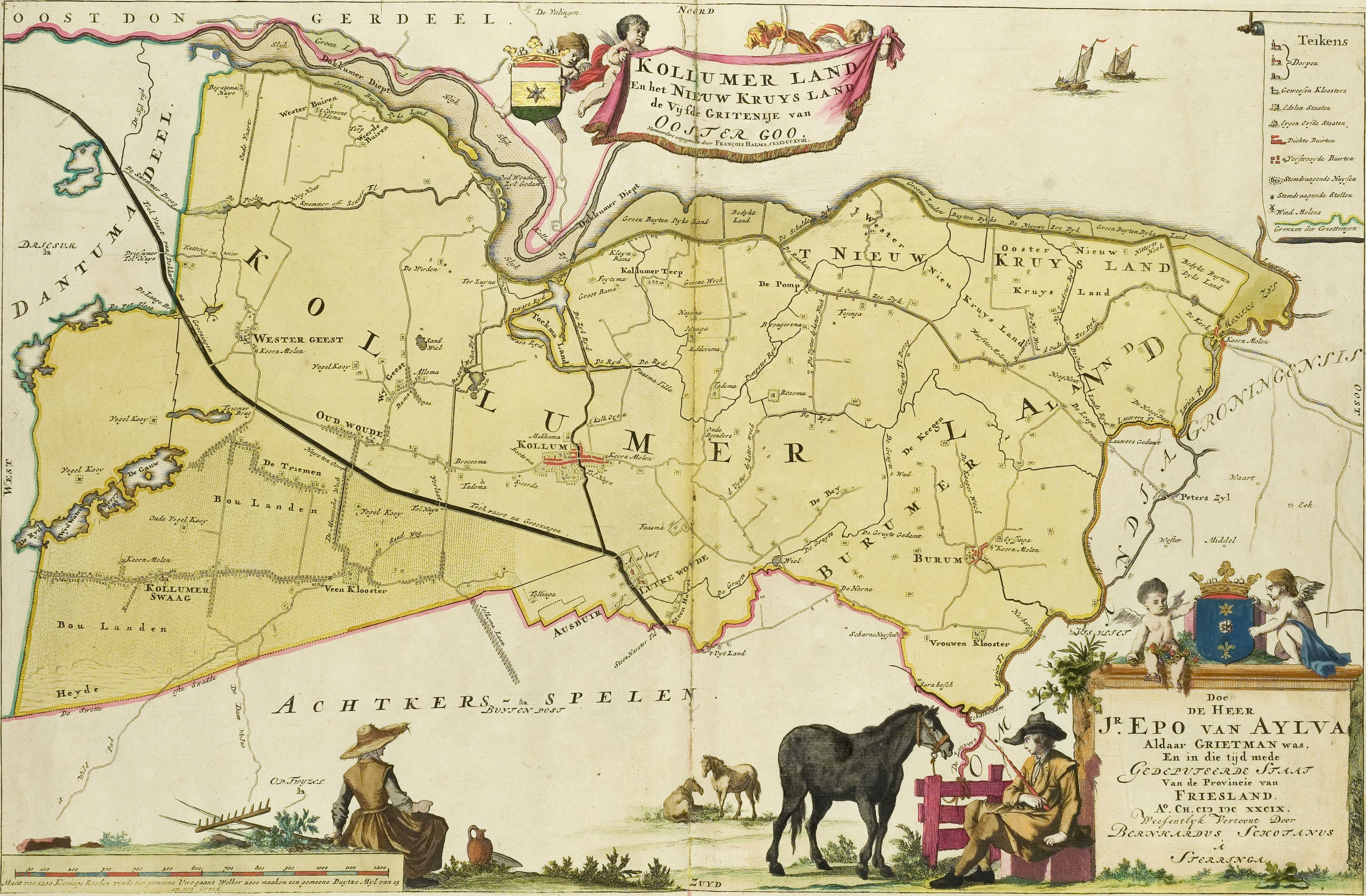
Kollumerland en Nieuwkruisland (1718)
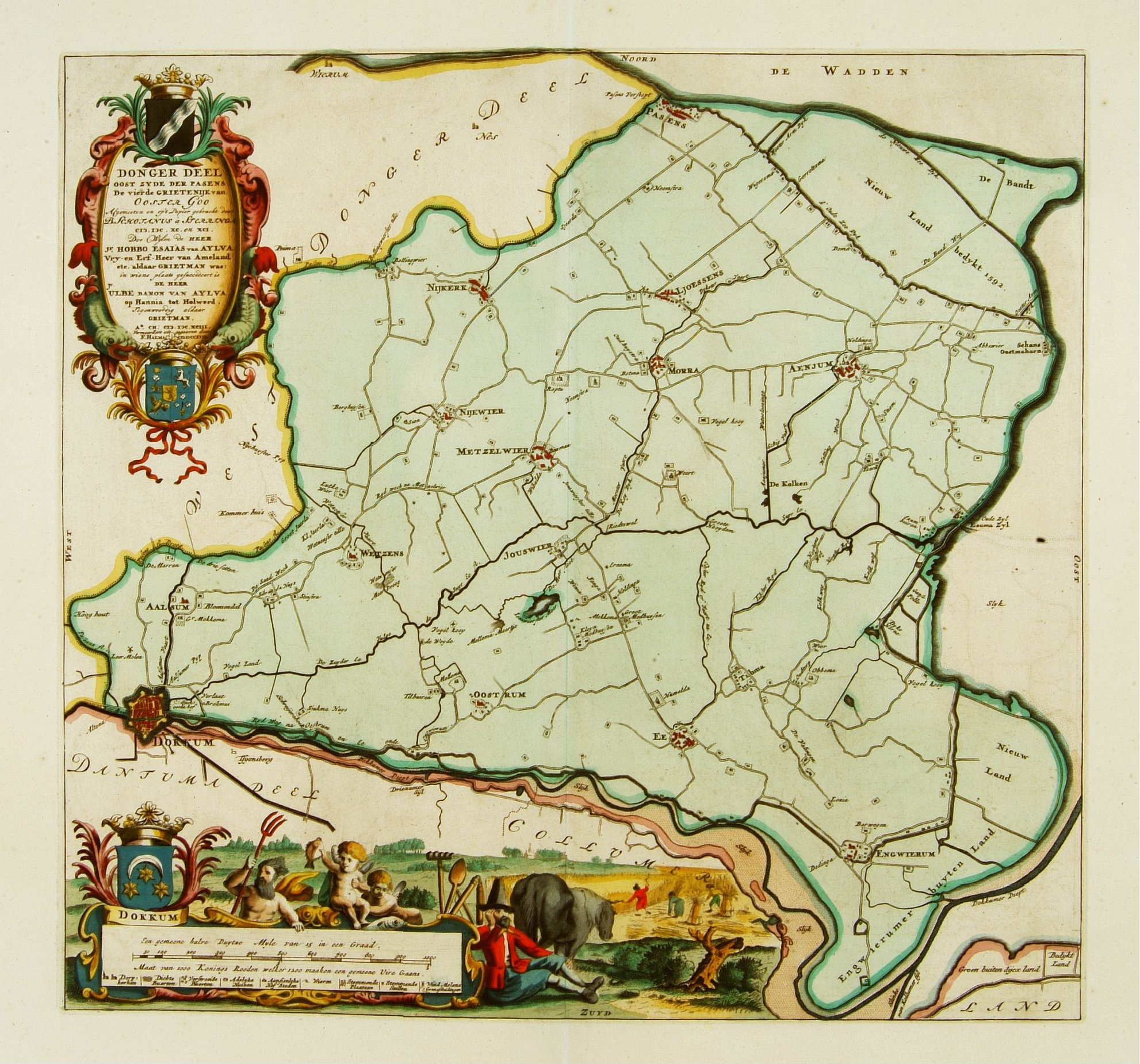
Oostdongeradeel (1718)
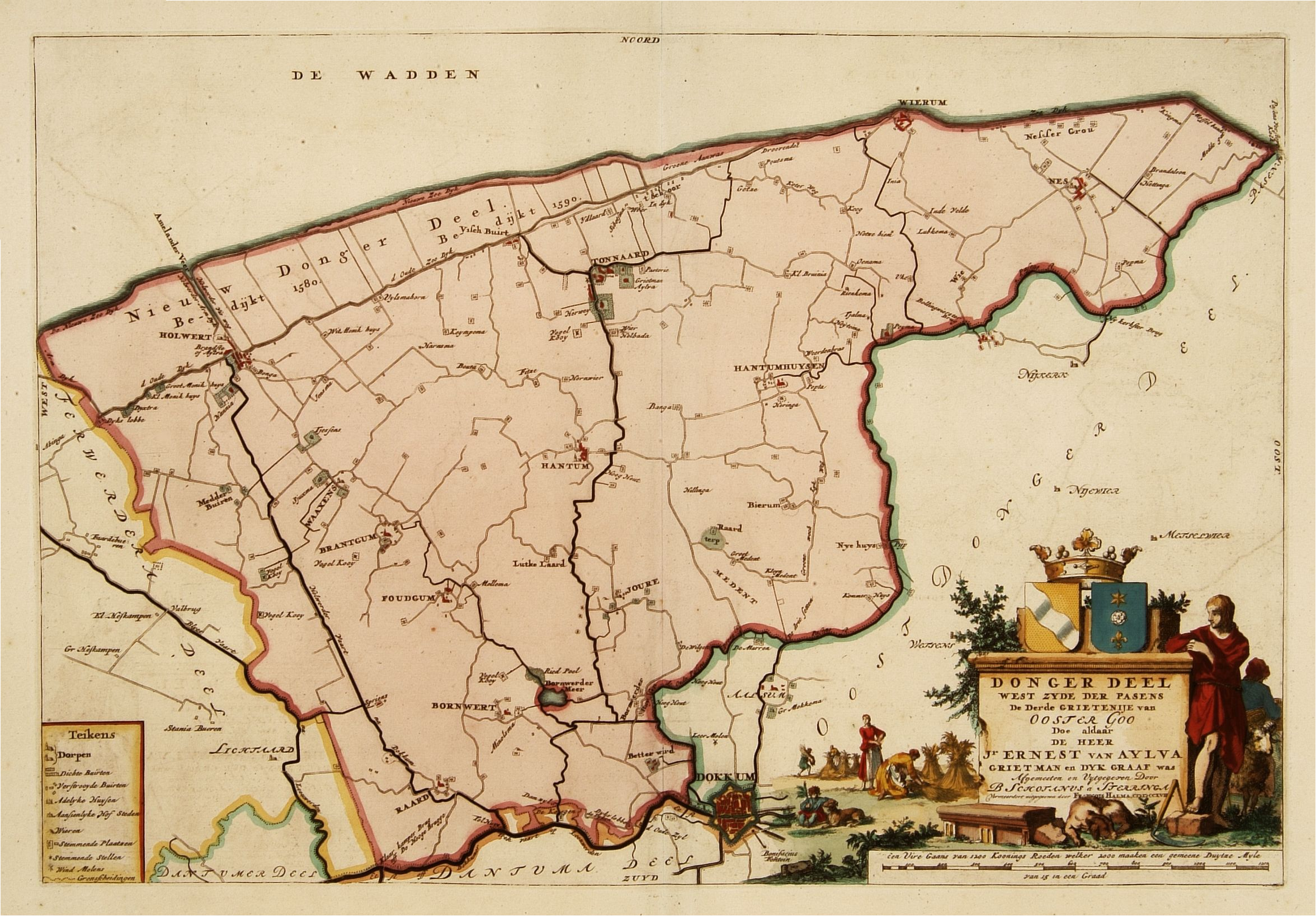
Westdongeradeel (1718)